# Volo EgyptAir 990
Il volo EgyptAir 990 (MSR990) era un volo di linea tra Los Angeles ed Il Cairo con scalo a New York. Il 31 ottobre 1999, alle 1:50 locali, il Boeing 767 che lo effettuava è precipitato nell'Oceano Atlantico, a circa 60 miglia (97 km) dall'Isola di Nantucket, Massachusetts, uccidendo sul colpo tutte le 217 persone a bordo, rendendolo il disastro aereo più mortale che ha coinvolto EgyptAir, e anche il secondo incidente aereo più mortale che ha coinvolto l'aereo 767, dietro al Volo Lauda Air 004.
Il National Transportation Safety Board (sostenuto dalla Federal Aviation Administration, l'FBI, la Boeing e la United States Coast Guard) ha concluso nella sua relazione che "la causa probabile dell'incidente del volo EgyptAir 990 è la deviazione del velivolo dal normale volo di crociera e conseguente impatto sull'Oceano Atlantico dovuto all'intervento sui comandi dell'aereo effettuato dal primo ufficiale Jameel El-Batouti. Il motivo di tale azione non è stato ufficialmente riconosciuto". Molti credono che l'aereo sia stato deliberatamente schiantato come atto suicida, in base alle prove fornite nel rapporto NTSB e dal fatto che il primo ufficiale di riserva era uso a ripetere "mi affido a Dio" (frase che in Egitto si dice in qualsiasi circostanza in cui si debba prendere una decisione, o, prima di fare qualsiasi cosa); tuttavia la motivazione reale del pilota per essersi impadronito dei comandi non è nota.
Sostenendo l'ipotesi del suicidio, il rapporto NTSB ha anche concluso che nessun problema meccanico potrebbe provocare movimenti dell'aereo che corrispondano ai dati di volo riscontrati dall'analisi della scatola nera, e che anche qualora si fosse verificato uno dei guasti meccanici ipotizzati, il velivolo sarebbe ancora stato recuperabile a causa del sistema ridondante di equilibratori presente nel Boeing 767-366ER. Le autorità egiziane, tuttavia, hanno continuato a sostenere che l'aereo si è schiantato a causa di un guasto meccanico, ma non hanno dato alcuna spiegazione ragionevole per la discordanza esistente tra i supposti guasti meccanici ed i dati reali di volo registrati, le parole inusuali pronunciate e il comportamento del primo ufficiale di riserva, e le insolite azioni eseguite sui comandi dell'aeromobile.

## L'aereo, l'equipaggio e i passeggeri

### L'aereo
Il volo 990 veniva volato a bordo di un aereo Boeing 767-366ER con registrazione SU-GAP, chiamato Thuthmosis III in onore di un faraone della XVIII dinastia. L'aereo, una versione allungata e a raggio esteso del 767 standard, fu il 282º 767 costruito. Fu consegnato alla EgyptAir come nuovo aereo il 26 settembre 1989.

### L'equipaggio di cabina
Il capitano El-Habashi era un pilota veterano che aveva lavorato con EgyptAir per 36 anni e aveva accumulato circa 14 400 ore di volo totali, più di 6 300 delle quali sul 767. Il primo ufficiale di soccorso Al-Batouti aveva quasi 5 200 ore di volo sul 767. e un totale di circa 12 500 ore.
A causa del tempo di volo previsto di 10 ore, il volo richiedeva due equipaggi di volo completi, ciascuno composto da un comandante e un primo ufficiale. EgyptAir ha designato un equipaggio come "equipaggio attivo" e l'altro come "equipaggio di crociera", a volte indicato anche come "equipaggio di soccorso". Sebbene nessuna procedura formale specificasse quando ciascun equipaggio pilotava l'aereo, l'equipaggio attivo normalmente effettuava il decollo e volava per le prime quattro o cinque ore di volo. L'equipaggio della crociera ha quindi assunto il controllo dell'aereo fino a circa una o due ore prima dell'atterraggio, quando l'equipaggio attivo è tornato nella cabina di pilotaggio e ha assunto il controllo dell'aereo. EgyptAir ha designato il capitano dell'equipaggio attivo come pilota in comando o comandante del volo.
Il volo trasportava 203 passeggeri provenienti da sette paesi: Canada, Egitto, Germania, Sudan, Siria, Stati Uniti e Zimbabwe. Delle 217 persone a bordo, 100 erano americani, 89 egiziani (75 passeggeri, 14 membri dell'equipaggio), 21 canadesi e sette di altre nazionalità. Dei passeggeri americani, molti dei quali anziani, erano prenotati con il gruppo turistico Grand Circle Travel per un viaggio di 14 giorni in Egitto. Dei 203 passeggeri, 32 si imbarcarono a Los Angeles; il resto si imbarcò a New York. Quattro erano membri non retribuiti dell'equipaggio della EgyptAir. Nella lista dei passeggeri erano inclusi 33 ufficiali militari egiziani di ritorno da un'esercitazione; tra loro c'erano due generali di brigata, un colonnello, un maggiore e altri quattro ufficiali dell'aeronautica. Dopo l'incidente, la censura ha impedito ai giornali del Cairo di riportare la presenza degli agenti sul volo.
Le autorità dell'aeroporto internazionale John F. Kennedy (JFK) hanno utilizzato il Ramada Plaza JFK Hotel per ospitare parenti e amici delle vittime dell'incidente. A causa del suo ruolo simile dopo diversi incidenti aerei, il Ramada divenne noto come "Heartbreak Hotel".

## La dinamica dello schianto
La notte del 31 ottobre 1999 il Boeing 767 con 217 persone a bordo si lascia alle spalle l'isola di Nantucket ed inizia senza problemi la traversata dell'oceano, a 10000 m metri di quota. In cabina di pilotaggio ci sono i 3 piloti Adel Anwar (36 anni), Ahmed El-Habashi (57 anni) e Jameel El-Batouti (59 anni), oltre all'ingegnere di volo Raouf Noureldin (52 anni).

### Le picchiate, i ricoveri e lo schianto
Dopo circa 20 minuti di volo il pilota Jameel El-Batouti, inspiegabilmente, cerca di convincere il pilota più giovane Adel Anwar ad alzarsi dal posto di comando per il turno di riposo, così Anwar, alquanto sorpreso dall'insistenza del pilota El-Batouti, gli lascia il posto. Verso all'1:49 ai comandi dell'aereo ci sono Ahmed El-Habashi e Jameel El-Batouti, mentre gli altri due membri dell'equipaggio sono nel turno di riposo. Ad un certo punto il pilota Ahmed El-Habashi esce dalla cabina di pilotaggio, ed è qui che il pilota Jameel El-Batouti, rimasto solo, disattiva il pilota automatico, spinge la barra di comando tutta in avanti e comincia a pregare: «Adesso ho deciso», e poi la breve preghiera che i musulmani pronunciano in punto di morte: «Affido la mia anima a Dio», frasi registrate dalla scatola nera.
L'aereo si mette in picchiata e comincia a scendere verso l'oceano, l'accelerazione è tale da sfiorare la velocità del suono, al punto che la forza di gravità nella cabina passeggeri raddoppia. A questo punto suona l'allarme a bordo, mentre i due alettoni di coda (che di solito hanno un movimento sincronizzato) vengono spinti in direzioni opposte facendo sobbalzare l'aereo. L'altro pilota El-Habashi riuscì a rientrare in cabina di pilotaggio, e quando chiese al pilota El-Batouti cosa stava accadendo, egli ripeteva Tawkalt ala Allah (Mi affido a Dio), mentre continuava a tenere in avanti la barra di comando senza dare alcuna indicazione né a dire niente al riguardo. El-Habashi tentò di tirare verso se la barra di comando per cercare di far sollevare l'aereo, riuscendo a fare diminuire la velocità di discesa, ma El-Batouti continuava a tenere avanti la barra di comando mantenendo l'aereo fuori controllo. L'ultima indicazione della scatola nera rivela che El-Batouti spegne i due motori dell'aereo portando il comando in posizione "cutoff", in questo modo si stacca la corrente e la scatola nera non registra più alcun segnale, quindi, tutto ciò che si sa da questo momento in poi si basa sui ritorni radar primari dell'aereo (prodotti dalla riflessione delle onde radar dalla sua superficie) e sulla distribuzione dei suoi rottami.
Ad un certo punto durante la discesa finale, il motore sinistro e alcuni altri piccoli detriti si separarono dall'aereo a causa delle estreme sollecitazioni strutturali prodotte durante la picchiata. Lo stress esercitato sulla struttura del velivolo ha causato il cedimento dell'integrità strutturale a circa 10 000 piedi. Le sezioni dell'aereo hanno colpito l'oceano. Tutte le 217 persone a bordo furono uccise.

### Controllo del traffico aereo

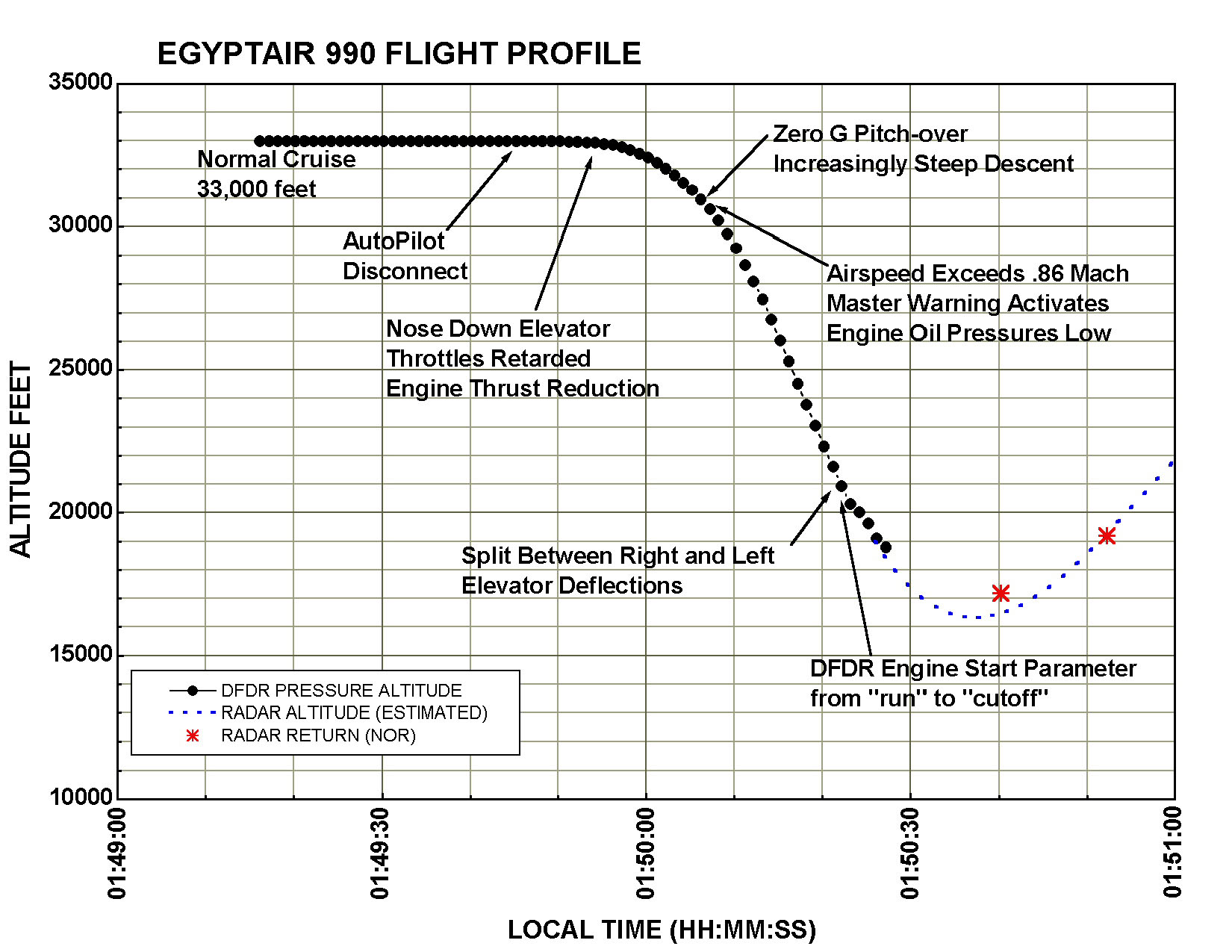
Profilo di volo di Egypt Air 990 (Fonte: NTSB)

I controllori del traffico aereo statunitensi fornivano operazioni di controllo del volo transatlantico come parte del Centro di controllo del traffico della rotta aerea di New York (indicato nelle conversazioni radio semplicemente come "Centro" e abbreviato nei rapporti come "ZNY"). Lo spazio aereo è diviso in "aree" e "Area F" era la sezione che supervisionava lo spazio aereo attraverso il quale volava il volo 990. Il traffico aereo commerciale transatlantico viaggia attraverso un sistema di rotte chiamato North Atlantic Tracks e il volo 990 era l'unico aereo all'epoca assegnato a volare sul North Atlantic Track Zulu. Inoltre, sull'Atlantico si trovano diverse aree di operazioni militari, chiamate "aree di allarme", anch'esse monitorate dal New York Center, ma i registri mostrano che erano inattive la notte dell'incidente.
L'interazione tra ZNY e il volo 990 era del tutto di routine. Dopo il decollo, il volo 990 è stato gestito da tre diversi controllori mentre saliva gradualmente fino all'altitudine di crociera assegnata. L'aereo, come tutti gli aerei di linea commerciali, era dotato di un transponder Modalità C, che riportava automaticamente l'altitudine dell'aereo quando interrogato dal radar ATC. Alle 01:44, il transponder indicò che il volo 990 si era stabilizzato su FL330. Tre minuti dopo, il controllore richiese al volo 990 di cambiare le frequenze radio delle comunicazioni per una migliore ricezione. Un pilota del volo 990 ha riconosciuto la nuova frequenza. Questa è stata l'ultima trasmissione ricevuta dal volo.
Le registrazioni dei ritorni radar indicano quindi una brusca discesa, con l'aereo che scende di 14 600 piedi (4 500 m) in 36 secondi prima del suo ultimo rapporto sull'altitudine alle 06:50:29 Tempo Coordinato Universale (UTC; 01:50:29 Ora Standard Orientale). Diversi successivi ritorni "primari" (semplici riflessioni radar senza le informazioni codificate sull'altitudine in Modalità C) furono ricevuti dall'ATC, l'ultimo alle 06:52:05. Alle 06:54, il controllore ATC ha provato a notificare al volo 990 che il contatto radar era stato perso, ma non ha ricevuto risposta. Due minuti dopo, il controllore contattò l'ARINC per determinare se il volo 990 fosse passato a una frequenza oceanica troppo presto. L'ARINC ha tentato di contattare il volo 990 su SELCAL, anche questo senza risposta. Il controllore contattò quindi un aereo vicino, il volo Lufthansa 499 (LH 499), un Boeing 747 in rotta da Città del Messico a Francoforte, e chiese all'equipaggio del volo di provare a rilevare il volo 990, ma non furono in grado di stabilire un contatto radio, sebbene hanno inoltre riferito di non ricevere alcun segnale dal trasmettitore del localizzatore di emergenza. Al volo Air France 439, un altro Boeing 747 in rotta da Città del Messico a Parigi, è stato quindi chiesto di sorvolare l'ultima posizione nota del volo 990, ma l'equipaggio non ha riportato nulla di straordinario. Il Centro ha anche fornito le coordinate dell'ultima posizione nota del volo 990 agli aerei di salvataggio della Guardia Costiera.

## Ricerca e recupero
L'aereo si è schiantato in acque internazionali, quindi il governo egiziano aveva il diritto di avviare le proprie ricerche, soccorsi e indagini. Poiché il governo non aveva le risorse per salvare l'aereo, il governo egiziano ha chiesto che gli Stati Uniti guidassero le indagini. Il governo egiziano ha firmato una lettera in cui cede formalmente la responsabilità delle indagini sull'incidente agli Stati Uniti.
Le operazioni di ricerca e salvataggio furono avviate pochi minuti dopo la perdita del contatto radar, con la maggior parte dell'operazione condotta dalla Guardia costiera degli Stati Uniti. Alle 03:00 EST, un jet HU-25 Falconè decollato dalla stazione aerea di Cape Cod, diventando la prima squadra di soccorso a raggiungere l'ultima posizione conosciuta dell'aereo. Tutti i cutter della Guardia Costiera statunitense presenti nell'area sono stati immediatamente dirottati alla ricerca dell'aereo ed è stata emessa una trasmissione urgente di informazioni marittime, chiedendo ai marinai della zona di tenere d'occhio l'aereo abbattuto.
All'alba, la nave scuola T/V Kings Pointer della Merchant Marine Academy degli Stati Uniti trovò una lucentezza oleosa e alcuni piccoli pezzi di detriti. Gli sforzi di salvataggio continuarono via aerea e via mare, con un gruppo di lance della Guardia Costiera americana che coprì 26 000 km quadrati (10 000 miglia quadrate) il 31 ottobre 1999, con la speranza di localizzare i sopravvissuti, ma nessun corpo fu recuperato dal campo di detriti. Alla fine, la maggior parte dei passeggeri fu identificata dal DNA dei resti fratturati recuperati dal campo di detriti e dal fondo dell'oceano. I membri dell'Atlantic Strike Team hanno portato due camion carichi di attrezzature da Fort Dix, New Jersey, a Newport, Rhode Island, per allestire un posto di comando per l'incidente. Ufficiali della Marina degli Stati Uniti e della National Oceanic and Atmospheric Administration (NOAA) furono inviati per unirsi al comando. L'operazione di ricerca e salvataggio fu sospesa il 1º novembre 1999, con le navi e gli aerei di soccorso che si trasferirono invece alle operazioni di recupero.
La nave di salvataggio e recupero della US Navy USS Grapple (ARS-53), il Rimorchiatore oceanico della flotta della US Navy USNS Mohawk (T-ATF-170) e la nave da ricognizione della NOAA NOAAS Whiting (S 329) sono arrivati per prendere in carico le attività di salvataggio, tra cui recupero della maggior parte del relitto dal fondale marino. Il FDR e il CVR furono recuperati in pochi giorni dal Sommergibile Deep Drone III della Marina americana. In totale, un C-130 Hercules, un elicottero H-60, l'HU-25 Falcon e i cutter della Guardia Costiera statunitense USCGC Monomoy (WPB-1326), USCGC Spencer (WMEC-905), USCGC Reliance (WMEC-615), USCGC Bainbridge Island (WPB-1343), USCGC Juniper (WLB-201), USCGC Point Highland (WPB-82333), USCGC Chinook (WPB-87308) e USCGC Hammerhead, insieme ai loro elicotteri di supporto, hanno partecipato alla ricerca.
Nel marzo 2000 è stato effettuato un secondo tentativo di salvataggio che ha recuperato il secondo motore dell'aereo e alcuni comandi della cabina di pilotaggio.

## Le indagini

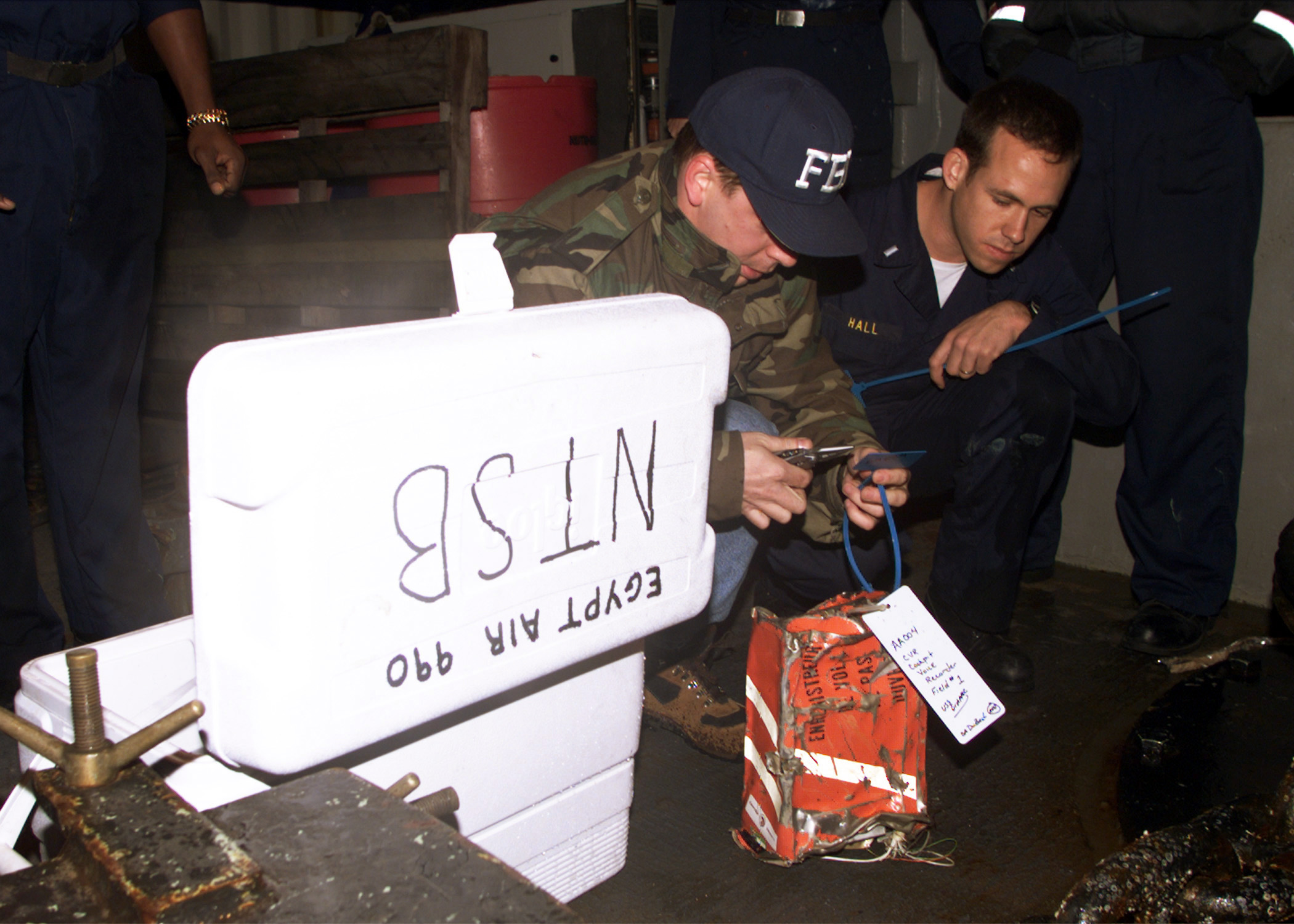
Un agente dell'FBI tagga il registratore vocale della cabina di pilotaggio del volo EgyptAir 990 sul ponte della USS Grapple (ARS 53) sul luogo dell'incidente il 13 novembre 1999

Secondo il trattato dell'Organizzazione per l'aviazione civile internazionale, le indagini su un incidente aereo in acque internazionali sono sotto la giurisdizione del paese di immatricolazione dell'aereo. Su richiesta del governo egiziano, l'NTSB statunitense ha preso l'iniziativa di questa indagine, con la partecipazione dell'Autorità per l'aviazione civile egiziana (ECAA). L'indagine è stata supportata dalla Federal Aviation Administration, dal Federal Bureau of Investigation, dalla Guardia costiera degli Stati Uniti, dal Dipartimento della difesa degli Stati Uniti, dalla NOAA, da Boeing Commercial Airplanes, EgyptAir e Pratt & Whitney Aircraft Engines.
Inizialmente, si ipotizzava che l'incidente fosse correlato allo schianto del 1991 del Volo Lauda Air 004, causato da un dispiegamento non comandato dell'Inversore di spinta, che portò a una picchiata con il muso simile, dall'altitudine di crociera. I due 767 coinvolti furono assemblati uno dopo l'altro e avevano motori Pratt & Whitney PW4000 identici.
Due settimane dopo l'incidente, l'NTSB propose di dichiarare l'incidente un evento criminale e di affidare le indagini all'FBI. Funzionari del governo egiziano hanno protestato e Omar Suleiman, capo dell'intelligence egiziana, si è recato a Washington per partecipare alle indagini.

### Indagine e coclusione dell'NTSB
L'indagine dell'NTSB si è concentrata sulle azioni del primo ufficiale di soccorso, Gameel Al-Batouti. L'NTSB ha stabilito che l'unico modo in cui si verificava la condizione osservata dell'equilibratore diviso era se il pilota del sedile sinistro (la posizione del capitano) comandava a muso in su mentre il pilota del sedile destro (la posizione del primo ufficiale) comandava a muso in giù. Poiché l'indagine egiziana ha presentato vari scenari di guasto meccanico, ciascuno di essi è stato testato dall'NTSB e ritenuto non corrispondere alle prove concrete. L'NTSB ha concluso che nessuno scenario di guasto meccanico né loro né l'indagine egiziana avrebbero potuto trovare una corrispondenza con le prove sul campo e che anche se il guasto meccanico fosse stato un fattore, il design del 767 avrebbe reso la situazione recuperabile.
Il rapporto finale dell'NTSB è stato pubblicato il 21 marzo 2002, dopo un'indagine durata due anni. L'NTSB ha concluso che la probabile causa dell'incidente erano le azioni del primo ufficiale di soccorso, ma non ha determinato il motivo di tali azioni.
Dalla sezione "Riepilogo" del rapporto NTSB:
- I movimenti a muso in giù dell'aereo incidentato non sono il risultato di un guasto nel sistema di controllo dell'equilibratore o di qualsiasi altro guasto dell'aereo.

- I movimenti dell'aereo durante la parte iniziale della sequenza dell'incidente sono stati il risultato della manipolazione dei comandi da parte del primo ufficiale di soccorso.

- I movimenti dell'aereo dell'incidente dopo che il capitano in comando è tornato nella cabina di pilotaggio sono stati il risultato degli input di entrambi i piloti, inclusi gli input opposti dell'ascensore in cui il primo ufficiale di soccorso ha continuato a comandare con il muso in giù e il capitano ha comandato i movimenti dell'ascensore con il muso in su.

Dalla sezione "Causa probabile" del rapporto NTSB:
Il National Transportation Safety Board stabilisce che la probabile causa dell'incidente del volo EgyptAir 990 è la partenza dell'aereo dal normale volo di crociera e il successivo impatto con l'Oceano Atlantico a seguito degli input del controllo di volo del primo ufficiale di soccorso. La ragione delle azioni del primo ufficiale di soccorso non è stata determinata.

### Indagine e conclusione dell'ECAA
Dopo aver ceduto formalmente la responsabilità delle indagini sull'incidente all'NTSB, le autorità egiziane sono diventate sempre più insoddisfatte della direzione che stavano prendendo le indagini e hanno avviato le proprie indagini nelle settimane successive all'incidente. Il rapporto dell'ECAA concludeva che "il primo ufficiale di soccorso non ha schiantato deliberatamente l'aereo nell'oceano" e che il guasto meccanico era "una causa plausibile e probabile dell'incidente".

### L'ipotesi del suicidio

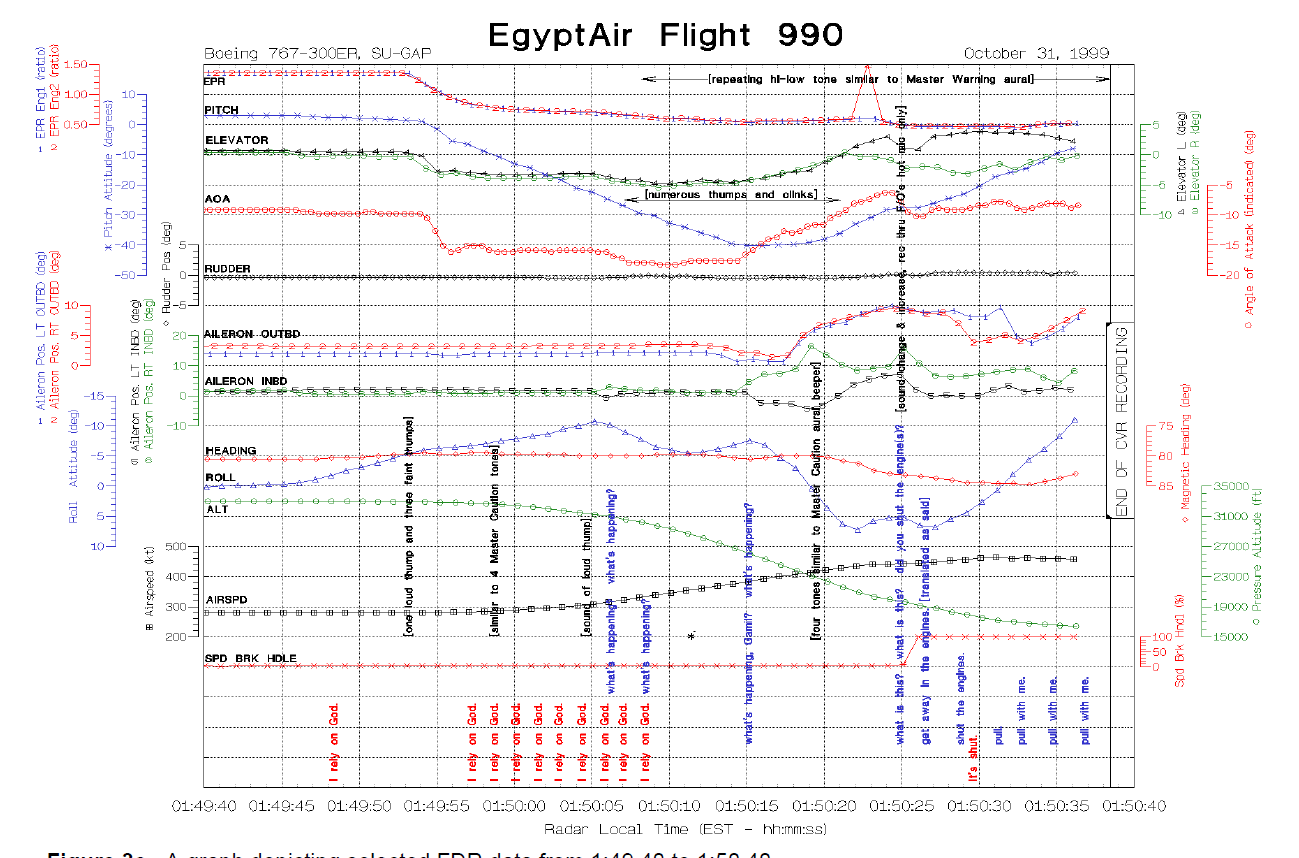
Letture del registratore dei dati di volo (con parti della trascrizione del registratore vocale della cabina di pilotaggio) dal volo EgyptAir 990 da parte dell'NTSB (fonte: NTSB)

Il pilota Jameel El-Batouti, che mandò fuori controllo l'aereo, aveva una figlia di dieci anni, Aya, con una grave malattia ai tessuti vascolari, il lupus, per cui si era indebitato ben oltre le sue possibilità. Non riusciva più a pagare le cure per lei nella clinica dell'università della California, e così pensò di farla finita trascinando nella sua follia il destino di più di duecento persone. Le registrazioni delle scatole nere (sia sui parametri di volo che quelle delle comunicazioni) fanno pensare al suicidio. Tuttavia le autorità egiziane sostengono che non ha alcun senso associare una preghiera religiosa con una volontà suicida, oltretutto negli ultimi esami medici eseguiti all'equipaggio veniva confermata la loro perfetta salute e attitudine al volo, sia fisica che psicologica, e che anche gli inquirenti americani avrebbero accertato che i piloti non avevano alcun problema fisico né emotivo o psicologico. Lascia comunque perplessi il fatto che le autorità egiziane sostengano il guasto meccanico senza però dare una spiegazione plausibile né ragionevole di ciò che accadde; infatti, qualora fosse avvenuto un guasto meccanico, il pilota El-Batouti non fece nulla per rimediare alle conseguenze. A maggior ragione le scatole nere non riscontrarono alcuna anomalia, nessun guasto, né una chiamata d'emergenza.

### Risposte ai rapporti
L'indagine dell'NTSB e i suoi risultati hanno attirato le critiche del governo egiziano, che ha avanzato diverse teorie alternative sul malfunzionamento meccanico dell'aereo. Le teorie proposte dalle autorità egiziane sono state testate dall'NTSB, ma nessuna è stata trovata corrispondente ai fatti. Ad esempio, un assieme di ascensore rigido (in cui l'ascensore in posizione completamente estesa si attacca perché la cerniera si aggancia al telaio di coda) proposto dagli egiziani fu scartato perché i dati del registratore di volo mostravano che l'ascensore era in una "condizione divisa". In questo stato, un lato dell'ascensore è in alto e l'altro in basso; sul 767, questa condizione è possibile solo tramite l'input del controllo di volo (ovvero, una barra viene spinta in avanti, l'altra tirata indietro).
Alcune prove hanno indicato che una delle unità di controllo dell'alimentazione dell'equilibratore destro potrebbe aver subito un malfunzionamento e l'indagine egiziana ha menzionato questo come una probabile causa dell'incidente. Pur rilevando che il danno esisteva effettivamente, l'NTSB ha ribattuto che era più probabile che fosse un risultato dell'incidente piuttosto che un problema preesistente, poiché il 767 è progettato per rimanere idoneo al volo anche con due PCU guaste.

## Conseguenze
Dopo l'incidente, il 14 novembre 1999, la compagnia aerea cambiò il numero del volo per la rotta dal JFK al Cairo da MS990 a MS986, con il cambio di andata da MS989 a MS985, e interruppe il servizio per Los Angeles. A partire dal 2023, il volo 986 verrà operato utilizzando un Boeing 787 Dreamliner o un Boeing 777-300ER e avrà un orario di partenza mezzogiorno (rispetto alla partenza notturna del volo 990).
I documenti sequestrati durante l'operazione Neptune Spear che uccise il leader di Al-Qaeda Osama bin Laden includevano alcune note scritte a mano da bin Laden nel settembre 2002 con il titolo "La nascita dell'idea dell'11 settembre". In queste note descrive come è stato ispirato dallo schianto del volo EgyptAir 990 il 31 ottobre 1999, che fu deliberatamente fatto schiantare dal copilota Gameel Al-Batouti. "Così è stata concepita e sviluppata nella mia testa l'idea dell'11 settembre, ed è allora che abbiamo iniziato la pianificazione".

### Memoriale
Un monumento al volo EgyptAir 990 si trova nell'Island Cemetery di Newport, Rhode Island.

## Il volo EgyptAir 990 nei media
L'incidente del volo 990 della EgyptAir è stato analizzato nell'episodio Egypt Air 990 della terza stagione del documentario Indagini ad alta quota trasmesso da National Geographic Channel.